# Moraea bolusii
Moraea bolusii är en irisväxtart som beskrevs av John Gilbert Baker. Moraea bolusii ingår i släktet Moraea och familjen irisväxter. Inga underarter finns listade i Catalogue of Life.